# From the Meticulous to the Sublime
From the Meticulous to the Sublime (также известен как Blossom Dearie 1975) — тринадцатый студийный альбом американской певицы и пианистки Блоссом Дири, выпущенный в 1975 году на её собственном лейбле Daffodil Records.
Альбом записан в сопровождении гитариста Джона Моррелла, басиста Джима Хьюарта и барабанщика Колина Бейли и включает в себя несколько оригинальных песен, написанных самой Дири.

## Отзывы критиков
| Оценки критиков                            | Оценки критиков |
| Источник                                   | Оценка          |
| ------------------------------------------ | --------------- |
| All About Jazz                             | [ 1 ]           |
| The Rolling Stone Jazz Record Guide        | [ 2 ]           |
| The Rolling Stone Jazz & Blues Album Guide | [ 3 ]           |

В журнале Record World написали: «Серия её вечерних концертов в Reno Sweeney в Нью-Йорке доказала, каковы настоящие верующие. Живой пример того, что чувствительность в лирической окраске по-прежнему является благородным искусством, это альбом для закрытых глаз, камина и горячего грога. Идеально подходит для непосвященных или знакомых со времен её биг-бэнда». Питер Рейлли из Stereo Review: «Блоссом Дири, нравится она вам или нет, является одним из истинных оригиналов американской популярной музыки: этот призрачный голос, так напоминающий, как мне всегда казалось, невинную (или она была такой?) маленькую девочку из „Поворота винта“; этот абсолютно индивидуальный талант выкручивать, но не наносить синяков — все, что можно получить от лирики, столь же жизненно важной, как лимонная цедра в хорошо приготовленном мартини; и её потрясающая музыкальность, так прекрасно дополняющая её искусство рассказывать короткие истории».
Майкл Гладостон в ретроспективном обзоре для All About Jazz в целом положительно оценил альбом, раскритиковав только использование электрического пианино, которое отвлекает от песен. Музыкальный критик Уилл Фридуолд отметил, что альбом содержит по крайней мере несколько возвышенных моментов, выделив «How Do You Say Auf Wiedersehn?», которая, как для Дири, так и для поэта Джонни Мерсера, служит тевтонским продолжением к «Once Upon a Summertime», а также обладает характерной особенностью в виде сольного акустического фортепианного сопровождения Дири, которое к семидесятым годам, по его мнению, достигло нового уровня.

## Список композиций
1. «I’m Hip»" (Дейв Фишбург, Боб Дороу) — 2:51
2. «Saving My Feeling for You» (Лен Зальцберг, Блоссом Дири) — 4:25
3. «Sweet Georgie Fame» (Сандра Харрис, Блоссом Дири) — 4:12
4. «A Face Like Yours» (Томми Вольф, Виктор Фельдман) — 3:09
5. «Hey John» (Джим Каунсил, Блоссом Дири) — 3:11
6. «I’m Shadowing You» (Джонни Мерсер, Блоссом Дири) — 2:55
7. «Many’s the Time» (Лен Зальцберг, Блоссом Дири) — 2:41
8. «Send in the Clowns» (Стивен Сондхайм) — 4:47
9. «Isn’t That the Thing to Do?» (Лен Зальцберг, Блоссом Дири) — 3:46
10. «Feelin' Groovy — the 59th St. Bridge Song» (Пол Саймон) — 3:07
11. «How Do You Say Auf Wiedersehn?» (Джонни Мерсер, Тони Скибетта) — 3:41

## Участники записи
- Аранжировка фортепиано — Виктор Фельдман
- Бас — Джим Хьюарт
- Вокал, клавишные — Блоссом Дири
- Гитара — Джон Моррелл
- Звукорежиссёр — Ларри Форкнер
- Ударные — Колин Бейли